# Gervásio Alves Pereira
Gervásio Alves Pereira (Pelotas, 3 de novembro de 1842 — 1909) foi um médico e político brasileiro, primeiro intendente da cidade de Pelotas.
Casou-se com Maria Cecília da Silva Tavares, filha dos Viscondes do Cerro Alegre, João da Silva Tavares e Umbelina Bernarda de Assunção Nunes, em 11 de julho de 1870 em Bagé.
Ainda como estudante de medicina, no quinto ano, alistou-se como voluntário na Guerra do Paraguai, unindo-se às operações militares a bordo de um navio de guerra da Armada Imperial, na condição de cirurgião contratado. Findada a guerra, foi agraciado por Dom Pedro II com a Ordem da Rosa em virtude da excelência de seus trabalhos no atendimento aos feridos de guerra nos combates. Ao regressar ao Brasil, concluiu o curso de medicina na Faculdade de Medicina do Rio de Janeiro, no qual formou-se com brilhantismo no ano de 1868, aos 26 anos de idade. Pelo menos um de seus irmãos combateu ao lado do Duque de Caxias na Guerra do Paraguai, o tenente-coronel Luís Alves Pereira, mais tarde, General Luís Alves Pereira - imortalizado ao lado de Caxias na Batalha do Avaí, de Pedro Américo.

## Biografia
Gervásio Alves Pereira nasceu em Pelotas aos três dias do mês de novembro de 1842.Ele foi o terceiro filho de José Alves Pereira Filho, português e de Isabel Dias de Castro, natural de Piratini. Seus irmãos chamavam-se: José, Luís - futuro General Luís Alves Pereira, Maria Isabel, José Maria, Bernardo e João Alves Pereira.
À época, sua família transferiu-se de Piratini, da Fazenda da Arvorezinha onde residia, para Pelotas em busca de maior segurança  durante o turbulento período da Revolução Farroupilha.
Ele começou seus estudos em Pelotas e, mais tarde foi enviado ao seminário dirigido pelo bispo Dom Feliciano, em Porto Alegre. Logo após receber as ordens menores, seu pai falece em Pelotas.
Faltando-lhe vocação para a vida eclesiástica, decide completar os estudos exigidos para o ingresso no curso de Medicina. Logrou êxito nos estudos e ingressou na Faculdade de Medicina do Rio de Janeiro. Concluiu o curso com louvor em 1867 e regressou ao Rio Grande do Sul onde clinicou durante algum tempo em Pelotas, transferindo-se mais tarde para Bagé, cidade na qual estabeleceu sua clínica particular e destacou-se como médico experiente e humanitário, com vasta clientela e inúmeros amigos. Em razão de seus conhecimentos no tratamento de doenças tropicais, o governo imperial propôs-lhe o cargo de médico militar. Todavia, ele preferiu trabalhar gratuitamente, assistindo aos soldados aquartelados na localidade e dirigindo o hospital das forças armadas.
Em Bagé, conheceu Maria Cecília da Silva Tavares e com ela se casou.
Sua carreira política teve início em Bagé com a sua eleição para vereador na 10.ª Legislatura Municipal. 
Também em Bagé foi eleito presidente do Legislativo Municipal e empossado em 7 de janeiro de 1877. Dirigiu os trabalhos da Câmara por cerca de pouco mais de um ano.
Em 1878, transferiu-se com a família para Pelotas, como membro ativo do Partido Conservador, vinculado ao Império Brasileiro.
Contudo, no ano de 1888, os princípios e ideais republicanos o tocaram e ele aderiu ao Partido Republicano de Pelotas, chefiado por Pedro Luís Osório, marido de sua filha Maria Cecília Alves Pereira.
Como médico, em Pelotas, trabalhou na Santa Casa e também na Beneficência Portuguesa, prestando assistência médica aos trabalhadores das charqueadas, vítimas de acidentes frequentes em razão das precárias instalações nas quais trabalhavam.
Clinicou até o ano da Proclamação da República; após, depois de mais de trinta anos de prática médica, deixou de clinicar para se dedicar à pecuária em sua propriedade: a Estância do Tigre, em Bagé.
Gervásio Alves Pereira faleceu em Pelotas, vítima de pneumonia, a 19 de março de 1909, com a idade de 66 anos.

## Os primeiros Intendentes de Pelotas
Proclamado o regime republicano em 15 de novembro de 1889, quatro dias depois os representantes da Câmara Municipal declaravam vagos os seus lugares, a fim de que a República escolhesse novos governantes. Em 25 de novembro o presidente do Estado, Visconde de Pelotas, nomeou uma Junta Administrativa, cujo mandato se prolongou até 6 de setembro de 1891. Era composta por Francisco Nunes de Souza (presidente), Gervásio Alves Pereira e António Soares da Silva. Em 5 de junho de 1890, a Junta foi acrescida de dois novos integrantes, Henrique Martins Chaves e Pedro Luís da Rocha Osório. Em 23 de julho de 1890, assumiu António Soares da Silva como presidente, Francisco Nunes de Souza foi substituído por Cipriano da França Mascarenhas e incluiu-se, na composição do colegiado, Alberto Roberto Rosa.
O primeiro intendente, Gervásio Alves Pereira, foi nomeado em l6 de setembro de 1891. Seu mandato, previsto para terminar em setembro de 1896, seria completado nos últimos seis meses, ainda através de nomeação, por Antero Vitoriano Leivas. Realizadas eleições, em 2 de julho, Antero Leivas foi o escolhido, exercendo então mandato efetivo entre setembro de 1896 e setembro de 1900.
Foi eleito  deputado estadual, à 21ª Legislatura da Assembleia Legislativa do Rio Grande do Sul, de 1891 a 1895.